# Hollywood Pictures
Hollywood Pictures — киностудия, являлась кинематографическим подразделением Walt Disney Studios, основанным в 1989 году. Как компании Touchstone Pictures и Miramax Films, занималась выпуском фильмов для более взрослой аудитории, чем Walt Disney Pictures. Дебютом стал фильм «Арахнофобия».
В то время руководитель «Диснея» Майкл Эйзнер мало занимался компанией, так как больше времени и средств уделял уже развитой Touchstone Pictures. Единственное исключение составил фильм «Шестое чувство», который собрал в кинотеатрах США более чем 650 миллионов долларов. Компания бездействовала с 2001 года, в 2007 году «Дисней» закрывает деятельность бренда Hollywood и сосредотачивается на работе с другими брендами.

## Список фильмов кинокомпании

### 1990-е
1990 год
- Арахнофобия (совместно с Amblin Entertainment)
- Как преуспеть в делах

1991 год
- Беги
- Привычка жениться
- Правосудие одиночки
- Детектив Варшавски

1992 год
- Рука, качающая колыбель
- Знахарь
- Во всём виноват посыльный
- Разговор начистоту
- Похороны Джека
- Сарафина
- Чужая среди нас
- Парень из Энсино
- По взаимному согласию
- Достопочтенный джентльмен

1993 год
- Клуб радости и удачи
- Аспен Экстрим
- Дети свинга
- Уроки любви
- За кровь платят кровью
- Супербратья Марио
- Виновен вне подозрений
- Зятёк
- Отчаянный папа
- Дармовые бабки
- Тумстоун

1994 год
- Непобедимый дикарь
- Энджи
- Цвет ночи
- Армейские приключения
- Затерянный лагерь
- Телевикторина
- Кукловоды
- Пропавшие миллионы
- Скорость падения

1995 год
- Гость
- Рапсодии Майами
- Champions of the World
- Соседи по комнате
- Шутки в сторону
- Пока ты спал
- Пироманьяк: История любви
- Багровый прилив
- Судья Дредд
- Опасные мысли
- Неразрывная связь
- Сумасшедшие герои
- Мертвые президенты
- Алая буква
- Пудра
- Никсон
- Опус мистера Холланда

1996 год
- Белый шквал
- До и после
- Эдди
- Баскетбольная лихорадка
- Неистребимый шпион
- Скала
- Джек
- Жена богача
- Компаньон
- Теневой заговор
- Эвита

1997 год
- Префонтейн
- Убийство в Гросс-Пойнте
- На рыбалку
- Солдат Джейн
- Площадь Вашингтона
- Американский оборотень в Париже

1998 год
- Подъём с глубины
- Гори, Голливуд, гори
- Пламя страсти
- Саймон Бирч

1999 год
- Завтрак для чемпионов
- Шестое чувство
- Тайна Аляски

### 2000-е
2000 год
- Супершпион
- Дуэты

2001 год
- Пришельцы в Америке

2006 год
- Остаться в живых

2007 год
- Первобытное зло
- Невидимый